# Paridris leda
Paridris leda är en stekelart som beskrevs av Mikhail Vasilievich Kozlov och Kononova 1985. Paridris leda ingår i släktet Paridris och familjen Scelionidae. Inga underarter finns listade i Catalogue of Life.